# Krawno (jezioro)
Krawno – jezioro w Polsce położone w województwie warmińsko-mazurskim, w powiecie szczycieńskim, w gminie Świętajno.

## Morfometria
Jezioro ma powierzchnię 78 hektarów, maksymalną głębokość – 14,3 metra, średnią głębokość – 3,7 metra, maksymalną długość – 1700 metrów, maksymalną szerokość – 750 metrów, średnią szerokość – 458 metrów, długość linii brzegowej – 4500 metrów, położenie – 132,4 m n.p.m.

## Opis
Kształt nieregularny, wydłużony, ze znacznie szerszym i głębszym akwenem północnym. Położenie w stosunku do stron świata z północy na południe. Brzegi są płaskie, miejscami pagórkowate, otoczone od zachodu zwartym lasem, a z pozostałych stron kępami lasu i mokradłami. Najbliższa wieś Krawno leży 1850 m. na południowy wschód od jeziora. Partie przybrzeżne są w większości szerokie, łagodne i opadające w kierunku środka jeziora. Jedynie w niektórych miejscach, zwłaszcza od strony zachodniej, są węższe i bardziej strome. Dno i ławica przybrzeżna jeziora są przeważnie znacznie zamulone. Najgłębsze partie jeziora znajdują się w części środkowej akwenu północnego. Wąski akwen południowy jest płytki, a dno jego jest płaskie. Woda jest średnio przejrzysta, w okresie zaś lata bywa słabo przezroczysta ze względu na zakwity roślinności wodnej. Roślinność wodna wynurzona, bardzo dobrze rozwinięta, wzdłuż brzegów jeziora ciągnie się pas oczeretów, przy dnie natomiast, wzdłuż ławicy przybrzeżnej i miejscowych wypłyceń rozciągają się łąki podwodne i bujna roślinność zanurzona.
Jezioro Krawno położone jest na północny wschód od Szczytna, w odległości około 28 km od miasta. Leży w głębokim lesie i znacznie oddalone jest od większych osiedli ludzkich oraz dróg asfaltowych. Dojazd jest utrudniony i możliwy tylko drogami leśnymi. Dojazd od południa, od strony wsi Krawno drogą krajową nr 58 w stronę Mrągowa, za wieś Marksewo. Dojazd do jeziora przed miejscowością Krawno, na lewo od szosy.

## Wędkarstwo
Jest to akwen linowo-szczupakowy. Ichtiofauna jest tu bardzo bogata, występują: szczupak, lin, płoć, okoń, sandacz (najmniej licznie) i węgorz.
Jezioro połączone jest ciekami z kilkoma jeziorami leżącymi w rejonie i dorzeczu Babięckiej Strugi-Krutyni-Pisy, co umożliwia migrację ryb do poszczególnych akwenów. Warunki i możliwości połowu ryb na wędkę w jeziorze są dość dobre, utrudniony dojazd do jeziora powoduje, że nie jest ono oblegane przez wędkarzy tak często, jak inne jeziora regionu. Ośrodków turystycznych brak, tak samo pól namiotowych. Jezioro jedynie wędkarskie, łodzi do wędkowania także wypożyczyć nie można. W lecie często występują niedobory tlenu.